# ForceOut
ForceOut – український метал-гурт із міста Золочів. Створений в 2011 році. Стиль музики – мелодійний дез-метал.

## Біографія
Історія гурту "ForceOut" бере свій початок у травні 2008 року, коли, ще школяр, Діма Крутиголова, вже маючи за спиною дворічний досвід гри на гітарі, зібрав знайомих музикантів, для втілення своєї мрії - створення групи. З'явилися перші напрацювання, але на початку осені, усі розбіглися з причин навчання в інших містах.
Рік по тому, Діма зібрав акустичний проект "Симфонія Вітру", що складався з трьох музикантів. Постійні репетиції дали свій результат для першого виступу, який відбувся на фестивалі "Дикий Мед", у м. Сколе.
Після успішного виступу на фестивалі, влітку 2009 було вирішено зібрати повний склад і зробити звучання важчим. На той час до складу входили: Євгенія Муц (вокал), Назар Кашалаба (вокал), Дмитро Крутиголова (гітара), Павло Костевський (гітара), Іван Кулишко (бас) і Максим Звір (барабани). До кінця літа групі запропонували виступити на фестивалі "Чисті Джерела Бугу", де і відбувся офіційний дебют колективу в повному складі.
Після дебюту на сцені, у групи з'явилося багато шанувальників, постійні концерти, але, на жаль, колектив покинули гітарист Павло і вокаліст Назар. На місце гітариста прийшов Володимир Захарчук. Тепер основним і єдиним вокалом у групі був жіночий. Після багатьох концертів і перших демо-записів, у 2010 учасники групи вирішили змінити назву на "ForceOut", а також зробити музику ще більш важкою. Було відкинуто більшість матеріалу, який виконувався раніше. З тих ранніх пісень група зараз виконує тільки три композиції.
Кінець 2010 - початок 2011 стали «гірко-солодким» часом для групи. Восени 2010 групу покидає гітарист Володимир, для того, щоб виїхати на навчання до Польщі. Перед групою постала проблема з пошуком нового музиканта. Взимку знайшлася заміна, в особі Андрія Готяша. Навесні "ForceOut" записали інтернет-реліз "Equilibrium", на якому вже був присутній не тільки жіночий, але ще й чоловічий екстремальний вокал Діми.
Влітку 2011 групу покинула Євгенія, після чого було вирішено зробити чоловічий вокал основним, а звучання пісень ще більш важким. У тому ж році група входить в студію, для запису повноформатного альбому, одночасно займаючись пошуком видавця. Восени хлопці підписують контракт з Metal Scrap Records.
13 квітня 2013 дебютний альбом "Delusion" вийшов на лейблі "Total Metal Records", підрозділі Metal Scrap Records.
15 травня 2014 на "Total Metal Records" вийшов новий ЕР "Bloodtale".
Наприкінці 2014 року гурт покинув Макс Звір, а місце барабанщика зайняв Володимир Данильчук (ex-Версавія). Також на початку 2015 року до гурту приєднався клавішник Дивозор. 
Із середини 2015 року гурт "ForceOut" перебазувався до Львова. Протягом 2015-го гурт виступив на кількох концертах у Львові, Рівному та Одесі. Наприкінці лютого 2016-го ForceOut почали роботу над записом другого повноформатного альбому на студії MuzProductionUA.

## Учасники
- Дмитро Крутиголова - гітара, вокал
- Віталій Виговський - гітара
- Іван Кулішко - бас
- Володимир Данильчук - ударні
- Дивозор - клавішні

## Дискографія
- "Equilibrium" EP 2011, Digital
- "Delusion" CD 2013, Total Metal Records
- "Bloodtale" Digital EP 2014, Total Metal Records
- TBA 2016

## Рецензії
- Інтерв'ю із гуртом ForceOut  Atmosfear Magazine #12